# ロジャー・ウィリアムズ

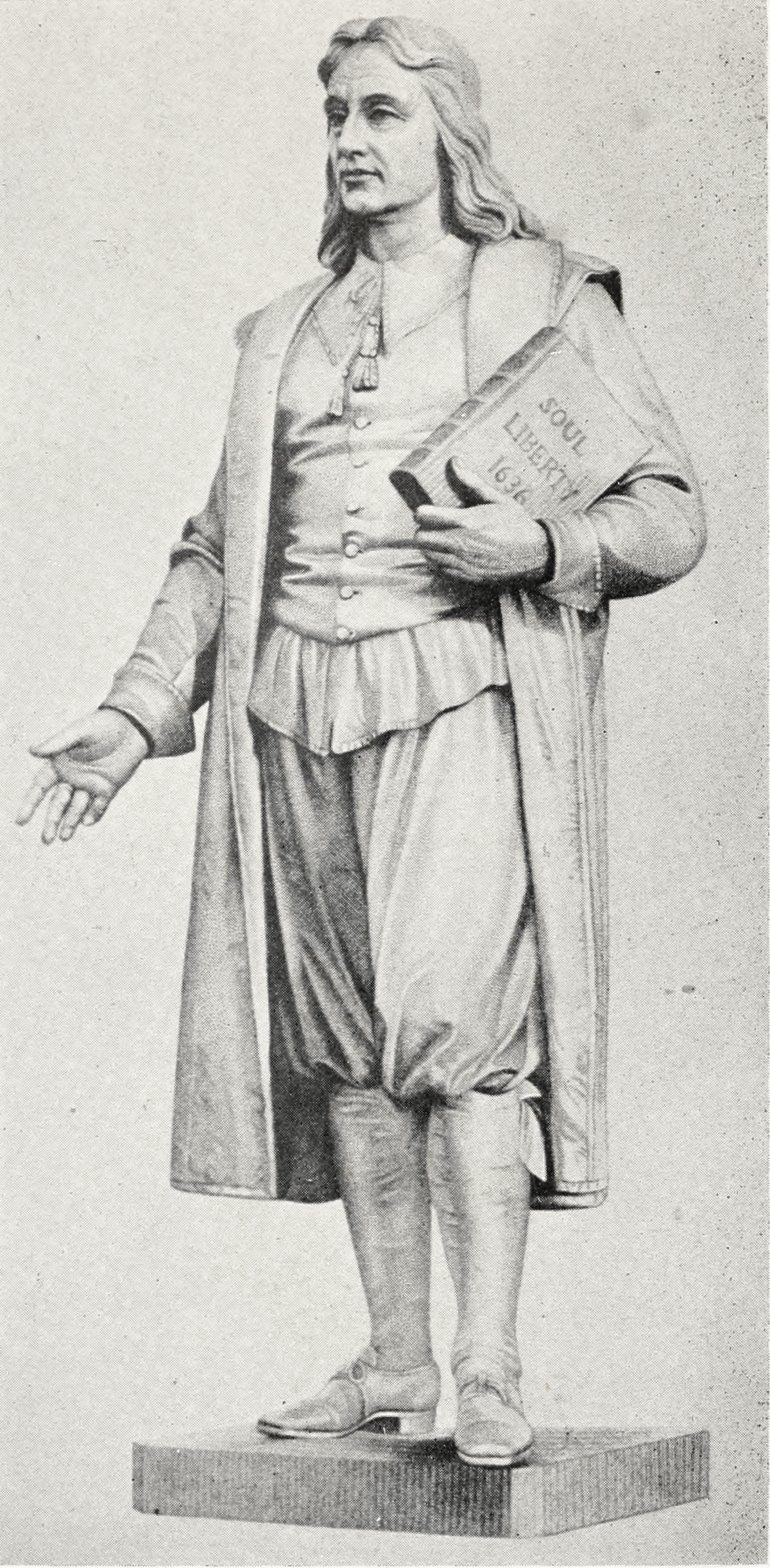
ロジャー・ウィリアムズの彫像

ロジャー・ウィリアムズ（英:Roger Williams、1603年12月21日 - 1683年4月1日）はイギリス生まれの神学者。政教分離原則の著名な提案者であり、アメリカインディアンの公正な扱いを主導し、アメリカ合衆国ロードアイランド州プロビデンス市の創設者であると共に、ロードアイランド植民地の共同設立者でもある。アメリカでは最初あるいは2番目のバプテスト教会を創立した。

## 伝記

### 生い立ち
ウィリアムズは1603年にイギリスのロンドンで、ピューリタンとして生まれた。父親はジェイムズ・ウィリアムズ (1562-1620)で、スミスフィールドの商人だった。母親はアリス・ペンバートン (1564-1634)といった。
著名な法律家エドワード・コーク卿 (1552-1634)の庇護の下、ウィリアムズはサットン病院とケンブリッジ大学ペンブルック・カレッジで教育を受け、1627年に学士号を受けた。語学の才能に恵まれていたと思われ、早期にラテン語、ギリシャ語、オランダ語およびフランス語を習得した。5歳年下の詩人ジョン・ミルトンにオランダ語を教え、その代わりにヘブライ語を教えて貰った。
ケンブリッジを卒業したウィリアムズは、富裕な家庭の家付き牧師となった。1629年12月15日にエセックスのハイレーバーの教会でメアリー・バーナード (1609-1676)と結婚した。夫妻には6人の子供が生まれたがすべてアメリカでだった。
1630年が終わる少し前に、ウィリアムズはウィリアム・ラウド大司教の厳格な（そして高教会派の）管理の下にあるイギリスでは働いていけないと考え国教反対の立場を採った。大学と国教会における昇進の話を蹴り、その代わりに自国では否定される良心の自由をニューイングランドに求めていくことにした。

### アメリカへの移住
1630年、ロジャーとメアリーの夫婦はリヨン号でボストンに向かった。1631年2月5日に到着したウィリアムズは直ぐにロンドンへ戻る牧師の後釜に招かれた。ウィリアムズはそれが「非分離派の教会」であることが分かると申し出を辞退して、イギリスでしっかりと形成してきた分離派の見解を述べ始めた。特にウィリアムズは、偶像崇拝、安息日を破ること、偽りの崇拝をすること、および神への冒涜のような「十戒に対する違背」のどれも判事は罰することができないこと、あらゆる人は宗教的な事項において自分の良心に従う自由があると主張した。
最初の考え方の「判事は宗教的な違反を罰することができない」ということは、公共の権威は教会の権威とは同じであるべきでないということを意味した。二番目の考え方の「人々は宗教的な事項に自分の意見を持つ自由がある」ということを「精神の自由」と呼んだ。これはアメリカ合衆国憲法が保障する政教分離と個人の信教を選び実行する自由という基本の一つである（アメリカ合衆国憲法修正第1条を参照）。ウィリアムズの使った言葉の中で、宗教と他の事項の好ましい関係を説明するときに「分離の壁」(wall of separation)というのがあるが、これはウィリアムズが初めて使ったとされている。後にトーマス・ジェファーソンが教会と州の間の分離の壁について話した時の引用元であった可能性がある。
セイラムの教会は、プリマス植民地との交流を通じて分離派の考え方を採用していたが、そこがウィリアムズを教師に招いた。ウィリアムズの入植はボストンの指導者6人がセイラムのエンディコット知事に宛てた抗議によって妨げられた。プリマス植民地はウィリアムズを暖かく迎えたのでそこに2年間留まった。ブラッドフォード知事によれば、「彼の教えは良く受け入れられた」。

### セイラムでの暮らしと追放

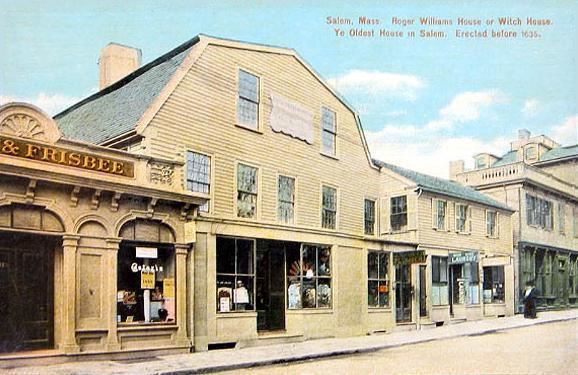
セイラムでのウィリアムズの家。1910年の絵はがき。

プリマスでの牧師生活の終り頃、ウィリアムズの見解は植民地の他の者たちと論争を呼ぶようになった。プリマスの人々は直ぐにウィリアムズの考え方が分かり、特にインディアンに関してあまりに同情的であるとみなしたので、ウィリアムズはプリマスを去ってセイラムに戻った。
1633年の夏にセイラムに到着し、スケルトン牧師の非公式な助手になった。1634年8月にスケルトンが死に、代行牧師になってほとんど直ぐにマサチューセッツの当局と論争になり、教会を悩ませた「異なる新しい危険な意見」を広めた廉でセイラムの法廷に呼び出された後、数ヶ月のうちにセイラムから追放になった。ウィリアムズを追放した法律は、第488法案がマサチューセッツ議会で通過した1936年まで残った。
ウィリアムズは1635年頃、マサチューセッツ当局の執拗な抗議に対して、正式に教会の牧師の職を離れた。ウィリアムズが提起し飽くことなく強調した問題の概要は次の通りである。
1. ウィリアムズは英国国教会を背教者と見なし、英国国教会と共にやることは如何なるものも嘆かわしい罪だとした。その結果、この教会とだけでなく、それを否定するウィリアムズの教えに加わらない者とも交わりを放棄した。
2. ウィリアムズはマサチューセッツ会社がキリスト教徒としてのイギリス国王を偽って代行している故に、その土地特許を非難し、先住インディアンの土地に対しては、真のキリスト教徒である自分こそがそれを命題としていく権利があると考えた。ウィリアムズは植民者が「古いイギリスからやって来るときに」、特に迷信的な騒乱と暴君が支配していた時において、「非キリスト教徒の誓いを丸呑みにする」ことに不賛成を唱えた。ウィリアムズは国王に宛てて手紙を書き、土地勅許についての不満を表明し、著名な植民地人の裏書でそれを確実なものにすることを求めた。この手紙の中でウィリアムズは、ヨーロッパを「キリスト教世界」と呼んだことでジェイムズ1世を神への冒涜として告発し、君臨している王に啓示書の中でも最も不名誉なあだ名を当てたと言われている。
3. 同じくらい不穏の要因だったのが、判事が植民者に忠誠の証を求めるために強制した「市民の誓い」に対するウィリアムズの反対だった。ウィリアムズは、そのような行いは誓いによってその地位を確立するためのキリストだけに許される特権だとし、宗教的に目覚めていない人はいかなる場合も宗教的な行動を行うよう求められるべきではないと主張した。この誓いを立てることに反対することで、ウィリアムズは多くの民衆の支持を得たので、この慣習は取りやめになった。
4. 一片の土地（マーブルヘッド）の所有に関してマサチューセッツ湾植民地の法廷とセイラム植民地との間に論争が起こったとき、法廷はセイラムの教会がウィリアムズを牧師にした時に取った法廷と聖職者を軽蔑するような横柄な態度を改めることを条件に、セイラムの土地に対する要求を認める提案を行った。ウィリアムズはこの提案を賄賂にも等しい侮蔑的な試みと見なし、セイラムの教会にはマサチューセッツの他の教会に判事を協会員から外すように要求する糾弾書を送るように仕向けた。この行動は判事と教会をひどく不満にさせ、セイラムの教会に対してその牧師を排除するために多数の合意を得るように圧力が掛けられた。ウィリアムズは再び礼拝堂に入ることはなく、その信仰厚い崇拝者に対して自分の家での宗教的な活動を続けた。

### プロビデンスへの入植

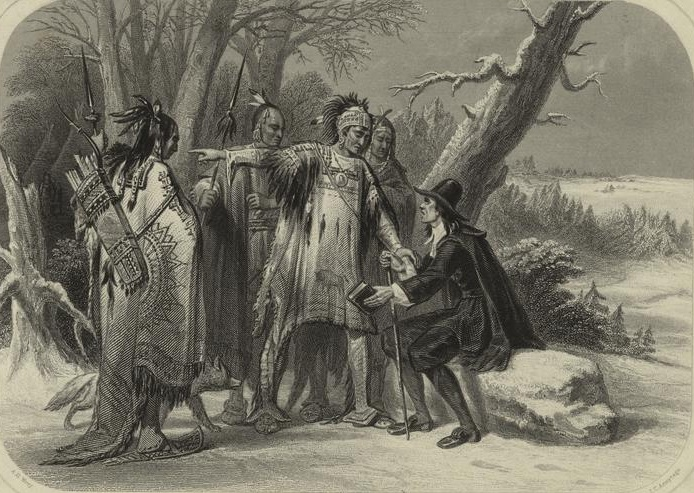
空想に基づいて描かれた「ウィリアムズとナラガンセット族」。19世紀の絵なので、インディアンたちは19世紀当時の平原部族の姿で描かれている（A・H・Wray画）

1635年6月、ウィリアムズは現在のロードアイランド州プロビデンスの地に着いた。そこでナラガンセット族の酋長カノニカスから土地を「購入」した。インディアンには「土地を売る」という文化は無かったので、これを彼らが理解していたかどうかは疑わしい。
ウィリアムズはともあれ、12人の「愛する友と隣人」（数人の開拓者は春の初め以来マサチューセッツから行動を共にしていた）と共に開拓地を造った。ウィリアムズの開拓地は平等の原則に立っていた。「我々の大半が同時に仲間にすべきと投票する者は」その共和国の一員となると定められた。多数意見に従うことが全員に約束させられたが、「公共の事項」に限られた。1640年、「良心の自由を保持し続ける」という決意を表明する合意事項に39名の自由人が署名した。このようにして当時としては特徴ある政府が作られた。政府は明確に信教の自由と、公共と教会の権威（教会と国）との間の分離を定めた。
この植民地はプロビデンス（神の摂理）と名づけられた。これは、神がウィリアムズとその追随者を支え、この地に連れてきたというウィリアムズの信念に基づいた名前だった。ウィリアムズがナラガンセット湾の島々を手に入れた時、他の美徳である「忍耐」「用心深さ」「希望」を島の名前に付けた。
1637年、アン・ハッチンソンと彼女に従う者数人がウィリアムズのもとを訪れマサチューセッツから出て行くことについて教えを請うた。ウィリアムズと同様、この集団もピューリタンの神政主義と相容れなかった。ウィリアムズは彼らにインディアンからアクィドネック島（後のロードアイランド島）を購入するよう助言した。この集団はポカセットと呼ばれる場所に入植し、そこが現在のポーツマスとなった。彼らの中にはアン・ハッチンソンの夫ウィリアム、ウィリアム・コッディントンおよびジョン・クラークがいた。
1643年、ウィリアムズは植民地の勅許を得るために仲間の市民からイギリスに送り出された。このときもイギリスではピューリタンが力を持っており、ヘンリー・ベイン卿の力で民主勅許が得られた。
1647年、ロードアイランドの植民地はプロビデンスと合併し一つの政府となり、良心の自由が改めて宣言された。この地域はその信条のために迫害された人々にとって安全な天国となり、バプテスト、クエーカー、ユダヤ教徒その他が平和と安全の良心に従ってこの地を訪れた。1652年5月18日、ロードアイランドは北アメリカで初めて奴隷制度を違法とする法律を可決した。
本土にあるプロビデンスやウォリックの町を一方とし、アクィドネック島の町々をもう一方とする不調和が持ち上がった。島の中ではウィリアム・コッディントンおよびジョン・クラークに追随する者達の間にも不調和があった。コッディントンは1651年にロンドンに行って、国の委員会からロードアイランド島とコナニカット島を支配する任務を確保した。この裁断ではプロビデンスやウォリックの町はそのままにされていた。コッディントンの計画はウィリアムズやクラークとその追随者をひどく落胆させた。特にその計画はコッディントンの支配する領域とマサチューセッツおよびコネチカット植民地を連邦させることを含んでいるように見えたので、島だけではなく守る術の無いプロビデンスやウォリックでも良心の自由に対する脅威となった。
コッディントンに対する多くの反対者はバプテストであった。同じ年の後半にウィリアムズとクラークは、オリバー・クロムウェルの政府からコッディントンの得た勅許の無効化と共和国としての植民地がイギリスにのみ依存しているという認識を得るためにイギリスに行った。二人は目的を遂げ、ウィリアムズは間もなくプロビデンスに戻った。ウィリアムズは人生を終えるまで、公的な事情に深い関心を持ち続けた。

### バプテストとの関係
1638年、マサチューセッツから何人かの洗礼を信じるキリスト教徒が迫害に遭ってプロビデンスに移動してきた。おそらく彼らの大半はウィリアムズがマサチューセッツに居るときにその影響を受けていたが、数人はイギリスを離れる前に幼児洗礼に反対する人に影響を受けた可能性がある。
ジョン・スミス、トマス・ヘルウィスおよびジョン・マートンが1609年にバプテスト派を創った者達であり、オランダからイギリスに戻った後でこの集団によって生み出された良心の自由を唱道する多くの文献を著した。ウィリアムズは、イギリスを離れた後の1633年にロンドンで興されたカルヴァン主義反幼児洗礼集団のことについてどうしても噂を聞くことになった。
しかし、ウィリアムズはマサチューセッツからの追放以前は反幼児洗礼の考え方を採り入れなかった。というのも反幼児洗礼の考え方はウィリアムズに敵対する者によって挙げられたウィリアムズの非難項目に入っていなかったからである。マサチューセッツのウィンスロップ知事は、ウィリアムズの再洗礼派の考え方がアン・ハッチンソンの姉妹で信仰至上主義者のキャサリン・スコットの影響によるものとしていた。反幼児洗礼主義者としてプロビデンスに来たエゼキエル・ホリマンがスコット夫人とともにウィリアムズに洗礼を信じることの重要さを吹き込んだ可能性がある。

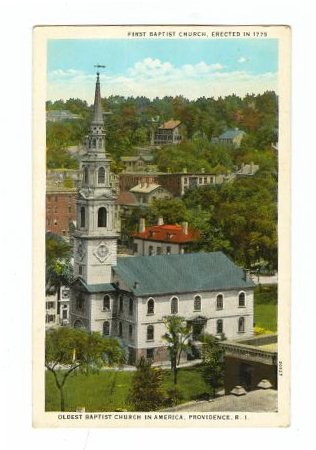
アメリカで最初のバプテスト教会（プロビデンス）。1909年の絵はがき。

1639年3月頃、ウィリアムズはホリマンから洗礼を受け即座にホリマンと他の11人を洗礼した。このようにして創られたバプテスト教会はアメリカで最初のバプテスト教会として今日も残っている。ほぼ同じ頃に新世界における信教の自由についてウィリアムズと同じ立場に立ったジョン・クラークがニューポートでバプテスト教会を創った。プロビデンスとニューポートでどちらが｢最初の」バプテスト教会を建てたのか何世紀も議論となったが、正確な記録に欠けているため結論が出ていない。そのためにウィリアムズとクラークの二人がアメリカにおけるバプテスト信仰の創設者であるとされている。
ウィリアムズはプロビデンスの小さな教会に数ヶ月しか留まらなかった。背教行為で失われていた儀式は特別の神聖な任務無くして有効に復活させられないと確信するようになり、出発に際して次のような声明を残した。
この世で規則通りに作られたキリストの教会は無いし、また教会の儀式を監督するように資格付けられた者もいない。新しい使徒が教会の偉大な首長によって派遣されるまでそれらは有り得ない。使途の来迎を私は求めている。
ウィリアムズは「求める者」すなわち「脱退者」の姿勢を取り、キリストの真実を伝えることに常に信仰深く活動的であったが、どのキリスト教会も真の教会のあらゆる印を得ていないと、満足することがなかった。ウィリアムズはバプテストとの友好的な関係は続け、他の多くの事と同様に幼児洗礼に反対することに同意していた。
ウィリアムズの宗教的また教会に対する態度は次の文章に良く表されている。
まことの宗教、つまりキリストに結ばれてまことの神を礼拝するということには、何よりも先に、二つの原則と基礎づけがあります。不信仰な行いからの悔い改め、そして神への信頼です。バプテスマまたは洗礼、そして按手についての教理のおかげで、礼拝を整え執り行うことは当面はできるでしょう。けれども、その前提は、不信仰な行いからの悔い改め、そして神への信頼なのです。これらが欠けてしまったら、英国やその他キリストの民と告白する何百万もの人々すべてが滅びへと向かうことでしょう。悔い改めという救いにつながる行いと、真実に神に立ち帰るということがあとまわしにされたままなのに、この人々は、礼拝の秩序という名の下で、洗礼そして神との交わりの場に、公の権威によって引き出されることになってしまうからです。

### 死、埋葬および記念
ウィリアムズは1684年早くに死に、自分の敷地に埋葬された。19世紀中のある時期に、その遺骸は北墓地にある子孫の墓に移葬された。1936年には青銅の箱に収められてプロビデンスのプロスペクト・テラス公園にある記念碑の基礎に収められた。移葬のために遺骸を掘り出した時、それは林檎の木の下にあった。木の根がウィリアムズの頭蓋骨があるところまで伸びて、さらに崩れた骨に入って行き、大まかに骨格の形を作り上げていた。移葬のためには少量の骨しか見つからなかった。「ウィリアムズの根」はロードアイランド歴史教会の収集品の一部であり、ジョン・ブラウン・ハウス博物館の地下室にある板に載せられている。
ロジャー・ウィリアムズ国立記念碑が1965年にプロビデンスの中心街にある公園に建てられた。ロジャー・ウィリアムズ公園はプロビデンス市の南端にある市の公園である。1872年、ウィリアムズはアメリカ合衆国議会議事堂の国立彫像ホール・コレクションにロードアイランドの代表として選ばれその彫像が置かれた。

## 著作
ウィリアムズの著述家としての経歴は『アメリカの言語への鍵』（ロンドン、1643年）で始まった。これは最初のイングランドへの旅の間に書かれたものである。次の出版物は『コットン氏の手紙、後の印刷、検分と回答』（ロンドン、1644年、再版は回答されたコットン氏の手紙が付き「ナラガンセット・クラブの出版物」第2巻に収められた）である。
『良心への迫害血染め教義』が続いた（ロンドン、1644年）。これはウィリアムズの最も有名な作品であり、いかなる言語にも現れる絶対的な良心の自由の原則を雄弁に語り防衛している。「真実」と「平和」の間の対話という形を取り、彼のやり方の活気を良く表している。
同じ年に匿名のパンフレットがロンドンに現れ、ウィリアムズによるものとされてきた。表題は『Tho.グッドウィン氏、フィリプ・ナイ氏、Wil.ブリッジズ氏、Jer.バロー氏、Sidr.シンプソン氏、全ての独立している人などに提案する高度に考慮された質問』である。これら独立した人はウェストミンスター議会のメンバーであり、その「弁解のせりふ」は寛容を訴えているが、ウィリアムズの良心の自由原理からははるかに遠いものである。
1652年、イギリスへの2回目の訪問の時に、ウィリアムズは『ブラウディ・テネント（血染め教義）さらにブラウディ：子羊のブラウドの中で白く洗い上げるコットン氏による努力；その従僕のブラウドの中に流された貴重なブラウド；良心への前と後の戦争で流された多くのブラウド、良心への迫害の血染め教義、その2度目の裁判はより明らかにまたより悪名高い罪である、など』（ロンドン、1652年）を出版した。この作品は「血染め教義」によって演繹した論拠の多くをさらに新しく検討したものであるが、ニューイングランドの迫害についてコットンの念入りな防衛に応える形で書かれているという長所がある。
ウィルアムズの他の著書は以下の通りである。
Other works by Williams are:
- 『金目当ての牧師、非キリスト教徒』（ロンドン、1652年）
- 『精神的な生活と健康の実験、およびその保存』（ロンドン、1652年、再版はプロビデンス、1863年）
- 『ジョージ・フォックスがその巣穴を掘った』（ボストン、1676年）

ウィルアムズの手紙はナラガンセット・クラブ・オブ・ウィリアムズの『作品』（7巻、プロビデンス、1866年-1874年）に収められ、また1巻はジョン・ラッセル・バートレットによって編集された（1882年）。

## 賛辞
- ロードアイランド州ブリストルのロジャー・ウィリアムズ大学はウィリアムズに因んで名づけられた。
- ロードアイランド大学のロジャー・ウィリアムズ会食室はロードアイランドの創設者に因んで名づけられ、一般には縮めて「ロジョーズ」と呼ばれている。

## 有名な子孫
ロジャー・ウィリアムズの有名な子孫には次のような者がいる。
- ゲイル・ボーデン、19世紀の発明家
- ジュリア・ウォード・ハウ、19世紀の奴隷制廃止論者、詩人
- チャールズ・ユージーン・テフト
- ミシェル・フィリップス、20世紀の歌手
- ネルソン・ロックフェラー、第41代副大統領、ニューヨーク州知事